# Pinkelstadt
Pinkelstadt (englischer Originaltitel: Urinetown) ist ein Musical. Musik und Liedtexte stammen von Mark Hollman, das Buch dazu und weitere Liedtexte verfasste Greg Kotis. Die Uraufführung fand am 1. April 2001 im American Theatre of Actors (Chernuchin Theatre), einer Off-Broadway-Bühne, statt. Danach übersiedelte das Stück an das Henry Miller’s Theatre, wo die offizielle Premiere am 20. September 2001 stattfand (das Theater hat 950 Plätze und ist somit eine der kleinsten Broadway-Bühnen). Mit 965 Aufführungen lief Pinkelstadt bis zum 18. Januar 2004 über mehr als zwei Jahre. Das Musical belegte damit die längste Laufzeit in der Geschichte dieses Theaters. Pinkelstadt gewann drei Tony Awards, unter anderem für die beste Originalmusik.
Die deutschsprachige Erstaufführung war am 7. Oktober 2004 im Schlossparktheater, Berlin. Die deutschen Liedtexte stammen von Wolfgang Adenberg, die deutschen Dialoge von Ruth Deny.
Die erste englischsprachige Produktion in Europa fand im Februar 2006 im Kelley Theatre, Stuttgart-Möhringen, statt. Die Produktion belegte zwölf Mal hintereinander den ersten Platz bei der European Tournament of Plays.

## Handlung
Irgendwann in der Zukunft nach einer schlimmen Dürrekatastrophe. Um solche Szenarien jedoch in nächster Zeit zu verhindern, sind private Toiletten verboten und die einzig legalen vom Betreiber GmbHarn & Klo KG sind sehr teuer. Wer einfach in die Büsche macht, wird nach Pinkelstadt verbannt – einem sagenumwobenen Ort, von dem keiner mehr zurückkehrt. Doch eine Schar Aufständischer wehrt sich gegen diese Verhältnisse. Es wird ihnen gelingen, ihr Recht auf freien Austritt zurückzuerlangen.

## Sonstiges
Die Premiere war ursprünglich für den 13. September 2001 geplant, musste aber aufgrund der Ereignisse vom 11. September verschoben werden.
Mit der deutschsprachigen Erstaufführung wurde das Schlossparktheater in Berlin nach Jahren wiedereröffnet.

## Die Songs
| 1. Akt                            | |
| --------------------------------- | --------------------------------------------------------------------------------------------------- |
| Urinetown                         | Officer Lockstock and Company                                                                       |
| It’s a Privilege to Pee           | Penelope Pennywise and The Poor                                                                     |
| It’s a Privilege to Pee (Reprise) | Officer Lockstock and The Poor                                                                      |
| Mr. Cladwell                      | Caldwell B. Cladwell, Mr. McQueen, Hope Cladwell and UGC Staff                                      |
| Cop Song                          | Officer Lockstock, Officer Barrel and The Cops                                                      |
| Follow Your Heart                 | Hope Cladwell and Bobby Strong                                                                      |
| Look at the Sky                   | Bobby Strong and The Poor                                                                           |
| Don’t Be the Bunny                | Caldwell B. Cladwell and UGC Staff                                                                  |
| Act 1 Finale                      | Ensemble                                                                                            |
| 2. Akt                            | |
| What is Urinetown?                | Ensemble                                                                                            |
| Snuff That Girl                   | Hot Blades Harry, Little Becky Two Shoes and The Rebel Poor                                         |
| Run Freedom Run                   | Bobby Strong and The Poor                                                                           |
| Follow Your Heart (Reprise)       | Hope Cladwell                                                                                       |
| Why Did I Listen to That Man?     | Penelope Pennywise, Senator Fipp, Officer Lockstock, Officer Barrel, Hope Cladwell and Bobby Strong |
| Tell Her I Love Her               | Little Sally and Bobby Strong                                                                       |
| We’re Not Sorry                   | The Rich and The Poor                                                                               |
| We’re Not Sorry (Reprise)         | Caldwell B. Cladwell and Penelope Pennywise                                                         |
| I See a River                     | Hope Cladwell and Ensemble                                                                          |

## Auszeichnungen
- 2002: Tony Award – Bestes Musicallibretto, Beste Originalmusik & Beste Musicalregie
- 2002: Theatre World Award (Spencer Kayden)

## Weblink
- Website über die deutsche Version